# Robert Paarlberg
Robert L. Paarlberg (* 25. August 1945) war bis 2015 ein US-amerikanischer Professor für Politikwissenschaften am Wellesley College und Mitarbeiter am "Weatherhead Center for International Affairs" der Harvard University.

## Leben
Paarlberg stammt aus West Lafayette im US-Bundesstaat Indiana. Paarberg hat einen B.A. vom Carleton College und einen Ph.D. in Politikwissenschaften von der Harvard University. Er war unter anderem Gastprofessor in Harvard, legislativer Gehilfe im US-Senat, und Offizier beim Office of Naval Intelligence. Er lebt in Watertown MA und ist verheiratet mit Marianne Perlak.

## Arbeit
Paarlberg beschäftigt sich in erster Linie mit Agrar- und Wissenschaftspolitik.
In mehreren Veröffentlichungen behandelte er das Politikumfeld der Grünen Gentechnik und analysierte darin die Gründe für die schwache politische Unterstützung moderner Agrartechnologien und deren geringe Verbreitung in Entwicklungsländern. In Starved for Science: How Biotechnology in Being Kept Out of Africa macht er die Präferenzen von Konsumenten in Industrienationen für die mangelnde politische Förderung von in Entwicklungsländern dringend benötigten verbesserten Saatgut, Pflanzenschutzmitteln und Dünger verantwortlich. Der wichtigste Grund sei der Mangel an Nutzen dieser Technologien für westliche Konsumenten, die bereits lange ländliche Armut und Mangelernährung überwunden haben. Insbesondere die Europäer mit dem Export ihrer Vorstellungen (z. B. Vorsorgeprinzip, Vernachlässigung bis Ablehnung moderner Landwirtschaft und Verklärung des Kleinbauern als Idyll) über Entwicklungshilfe, internationale Organisationen und Nichtregierungsorganisationen nähmen in diesem Zusammenhang eine Schlüsselrolle ein. Viele asiatische Länder hätten zudem eine kulturell enge Bindung zu Europa. In Indien sei die schleppende Einführung und massive Regulation der grünen Gentechnik auf eine traditionsreiche Ablehnung und ein generelles Misstrauen gegenüber Technologien und Importen aus dem Westen zurückzuführen.

## Bücher
- Food Politics: What Everyone Needs to Know. Oxford University Press, 2010.
- Starved for Science: How Biotechnology Is Being Kept Out of Africa. Harvard University Press, 2008
- The Politics of Precaution: Genetically Modified Crops in Developing Countries. Johns Hopkins University Press, 2001.
- Policy Reform in American Agriculture (mit David Orden und Terry Roe). Chicago University Press, 1999.
- Countrysides at Risk: The Political Geography of Sustainable Agriculture. Overseas Development Council, 1996.
- Leadership Abroad Begins at Home: U.S. Foreign Economic Policy After the Cold War. Brookings Institution Press, 1995.
- Fixing Farm Trade: Policy Options for the United States. Ballinger Publishing, 1988.
- Food Trade and Foreign Policy: India, the Soviet Union and the United States. Cornell University Press, 1985.